# Вовкулаки на Волині
Віра у вовкулаків на Волині сягає глибокої давнини, беручи початок з язичницьких вірувань східних слов'ян. Ці вірування, особливо поширені на Поліссі, частиною якого є Волинь, мають міцне коріння в дохристиянських традиціях, сягаючи культу тотемної тварини – вовка. Культ вовка був значущим елементом духовної культури багатьох слов'янських племен, символізуючи силу, витривалість та зв'язок з потойбічним світом. З плином часу, з приходом християнства, язичницькі вірування трансформувалися, і образ вовка, колись шанованого, набув демонічних рис, а віра в перевертнів стала вираженням страху перед невідомим та темними силами природи. На Волині, з її густими лісами та значною популяцією вовків, ці вірування отримали особливе підґрунтя та місцеву специфіку.

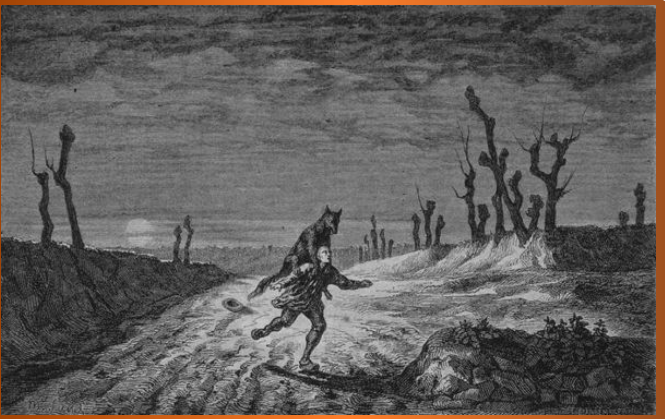
Перевертень. Гравюра Моріса Санда, 1857 р.

## Фольклор
У фольклорі Волині вовкулаки постають як складні та амбівалентні образи. Вони не просто прокляті істоти, а й медіатори між світами — світом людей та навія (потойбіччям). У народних уявленнях вовкулаки могли бути як ворожими, нападаючи на людей та худобу, так і доброзичливими, допомагаючи заблукалим подорожнім або захищаючи від нечисті. Розрізняли "природжених" вовкулаків, нібито народжених з фізичними вадами (наприклад, з хвостиком або зайвим волоссям), та "напущених", що ставали перевертнями через прокляття, чаклунство або власну злу волю. Легенди та билиці про вовкулаків на Волині часто слугували засобом моралізація|моралізації, ілюструючи наслідки гріховної поведінки, випробування віри та необхідність дотримання традиційних норм.

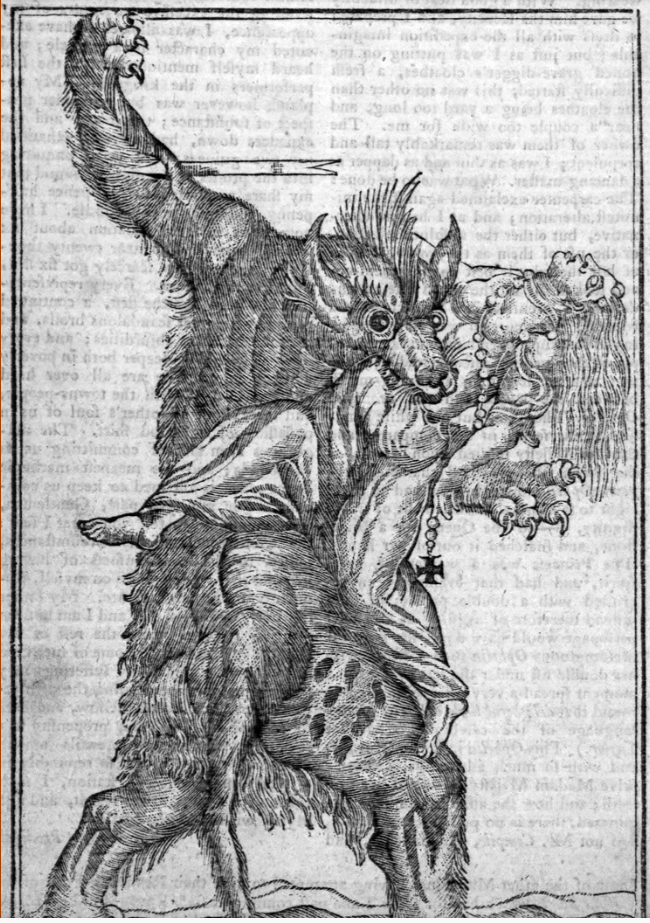
На давній гравюрі зображений обряд викрадання вовкулакою нареченої

Наприклад, поширеною є легенда про чоловіка, що перетворився на вовкулаку за зневажливе ставлення до хліба, розкидавши його на дорозі. В покарання він був змушений сім років вовком служити людям, доки не спокутував свій гріх добрими справами. Інша казка розповідає про дівчину, прокляту матір'ю за непослух, яка оберталася на вовчицю щоночі, і лише щира любов могла зняти з неї чари.

## Обряди та звичаї
Для захисту від вовкулаків та запобігання перетворенню на них, на Поліссі існував багатий комплекс обрядів та звичаїв. Особливе значення надавалося захисній магії.  З метою убезпечити людину від обернення, використовували спеціальні замовляння та молитви, а також амулети та обереги. Серед оберегів популярними були часник, полин, вовчі ягоди, звіробій, кропива, свячена вода, хрести та підкови.  Вважалося, що вовкулаки бояться срібла, тому срібні предмети, особливо кулі та зброя, вважалися надзвичайно ефективними проти них. Існували повір'я про особливі дні, коли вовкулаки ставали особливо небезпечними, наприклад, повний місяць або Купальська ніч. В такі періоди селяни намагалися не виходити з дому без крайньої потреби, а худобу замикали у стайнях, обвішаних оберегами.  Важливу роль у боротьбі з вовкулаками відігравали знахарі та відьми, до яких зверталися за допомогою, порадою чи зіллям.

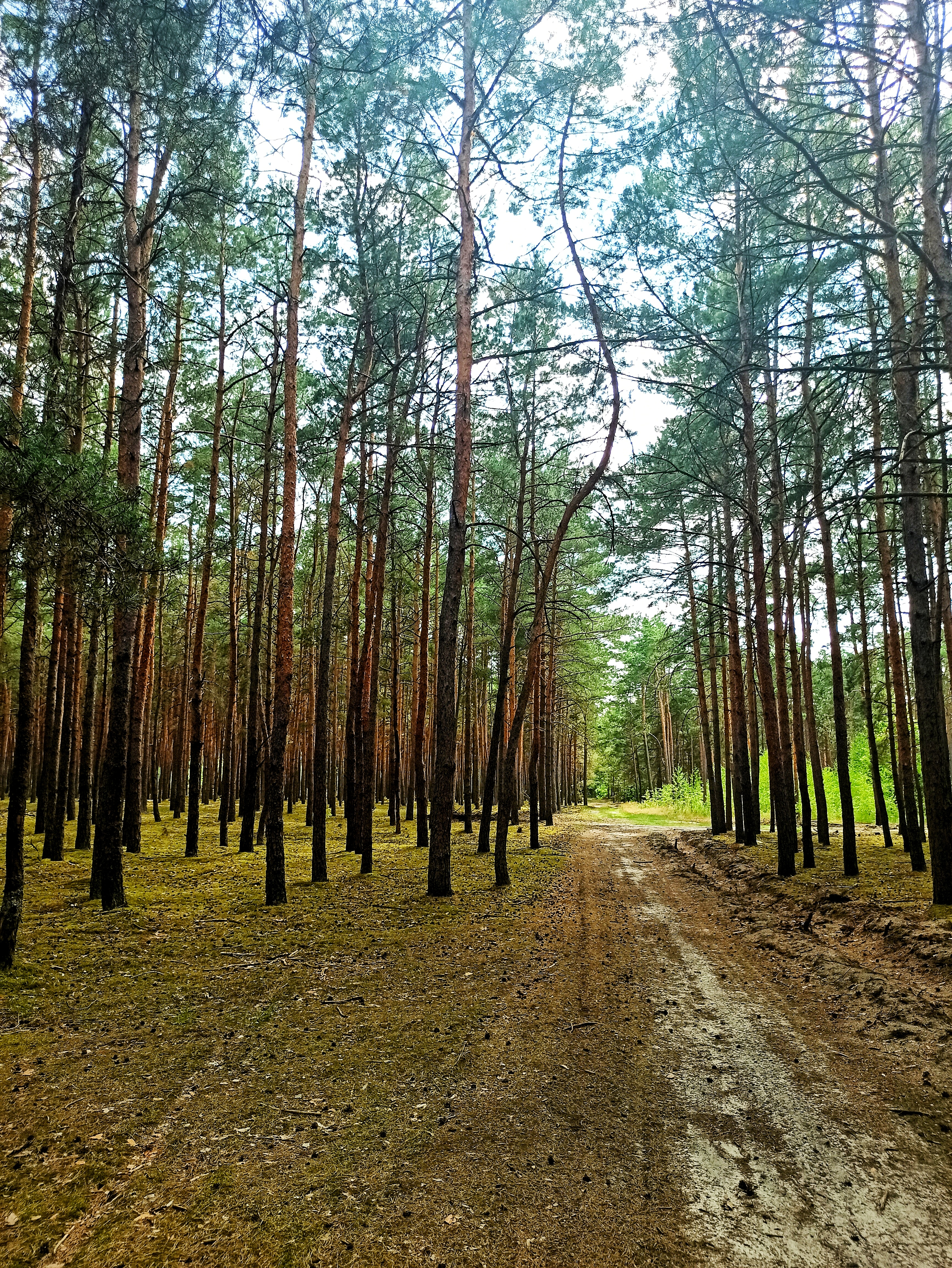
Ліс — традиційне місце, пов'язане з міфами і легендами про вовкулаків.

Один з відомих обрядів полягав у тому, щоб носити з собою пучок освяченого ножа та солі у полотняному мішечку, вважаючи це надійним захистом від перевертнів.  Інший звичай радив, при зустрічі з вовкулакою, кинути йому жменю солі під ноги, що нібито позбавляло його сили.

## Сучасні вірування та відображення в культурі
У сучасному світі, в епоху технологічного прогресу та наукового світогляду, віра у вовкулаків на Волині значно послабшала, але не зникла повністю. У деяких віддалених регіонах люди похилого віку досі переказують бувальщини про зустрічі з перевертнями, а міські легенди фіксують історії про вовкулаків, що з'являються на околицях міст. Ці сучасні вірування, хоч і позбавлені колишньої масовості, продовжують живити місцеву культуру та усну народну творчість, трансформуючись під впливом часу та масової культури.  Образ вовкулаки активно використовується в літературі, кінематографі, відеоіграх та образотворчому мистецтві, набуваючи рис міського фольклору та хоррору.

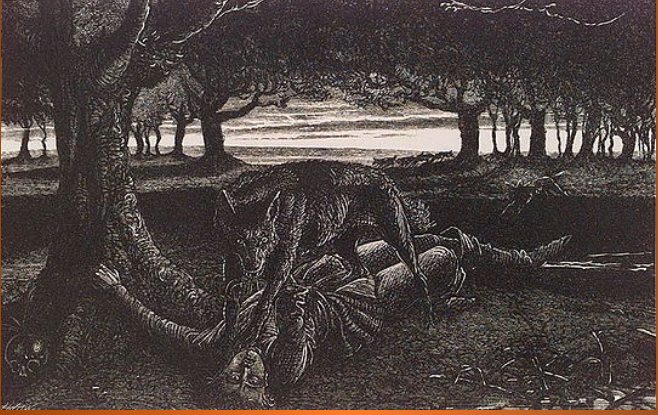
Ілюстрація з "Книги перевертнів" (1865) Сабіна Берінг-Гулда.

Наприклад, волинські письменники та художники часто звертаються до теми вовкулаків у своїх творах, використовуючи місцевий колорит та фольклорні мотиви. У інтернет-просторі можна знайти численні крипі-пасти та страшилки, дія яких розгортається на Волині та пов'язана з вовкулаками.  Образ вовкулаки також використовується в місцевому туризмі, зокрема, у створенні квестів та тематичних парків, присвячених міфології та фольклору Волині.